# Svarta sinnen
Svarta sinnen är en roman av Ian Rankin, utgiven i Storbritannien år 1997. Engelska originalets titel är Black and Blue. Eva Mazetti-Nissen översatte romanen till svenska 1998. Romanen är den åttonde i serien om kommissarie Rebus.

## Handling
En seriemördare, som av pressen döpts till Johnny bibel, härjar i och omkring Edinburgh. Smeknamnet på mördaren anspelar på bibel-John, en seriemördare från 1960-talet som emellertid aldrig greps. Rebus fascineras mycket av båda mördarna och samtidigt startas en utredning kring ett annat gammalt fall, där Rebus hade en nyckelroll. Var den dömde i detta fall oskyldig? Mordet på en oljearbetare blir annars det som mest sysselsätter Rebus och den envise kommissarien får därefter kryssa mellan Edinburgh, Glasgow och Aberdeen för att knyta ihop trådarna i en härva som förenar gamla och nyare brott. Parallellt med detta bekämpar Rebus, uppbackad av den hygglige kollegan Jack Morton, även sina alkoholproblem.